# Husovo náměstí (Polná)
Husovo náměstí se nachází v centru města Polná v okrese Jihlava. Je součástí městské památkové zóny. Název nese podle Mistra Jana Husa. Ze západu náměstím prochází ulice Třebízského, která se za Husovým náměstí nazývá Palackého. U kostela se Třebízského ulice kříží s Havlíčkovou. Jižně z náměstí vycházejí ulice Žižkova a Viktorinova.
V budově čp. 39 sídlí Městský úřad Polná, sídla zde mají také pobočky České pošty a České spořitelny, dvě lékárny, řada obchodů, restauračních zařízení a drobných služeb.

## Historie
Vzniklo na návrší patrně v 2. polovině 15. století jako pravidelné obdélníkové náměstí, lidově zvaný „rynk“, od konce 19. století nese současný název, obklopují ho měšťanské domy se středověkými jádry, které jsou podsklepeny, sklepy mají často až 3 patra. Traduje se, že pod náměstím vedou podzemní chodby, které nejsou příliš prozkoumány.
Dne 25. listopadu 1479 Viktorin vydal Polné privilegium, kterým mimo jiné věnoval městu svůj dům uprostřed rynku, aby zde měšťané zřídili radnici. Budova se později stala sídlem okresního soudu a během náletu sovětských vojsk v závěru druhé světové války byla zasažena bombou a vyhořela. Její ruina byla zbořena.

## Turistika
Z rozcestníku, který je umístěn v parku nedaleko kašny Hastrmanka, vychází modře značená turistická trasa z Věžničky do Zhoře a dvě naučné turistické stezky – žlutá Pojmanova a zeleně značená Naučná stezka Josefa Klementa.

## Kulturní památky

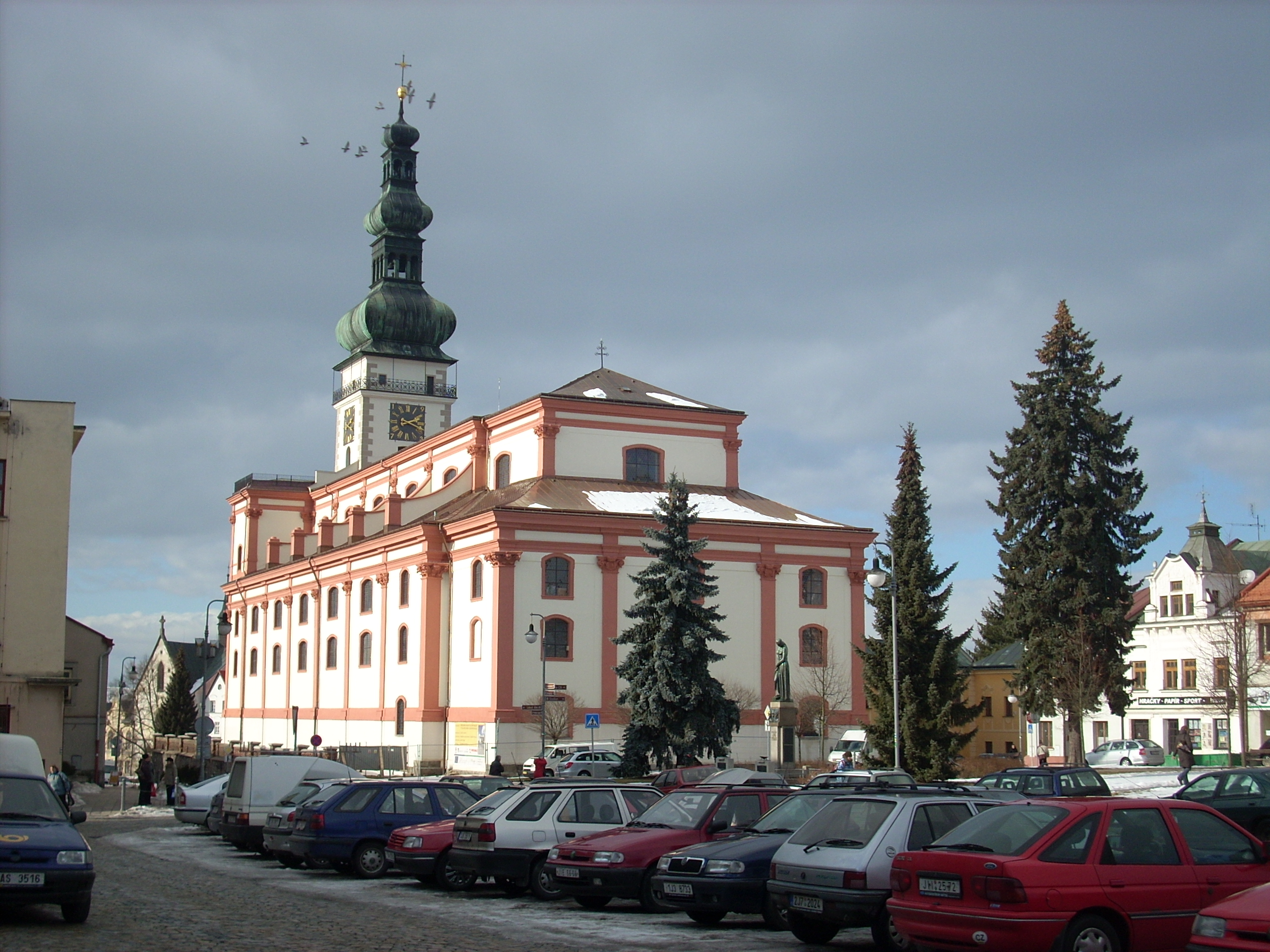
Kostel Nanebevzetí Panny Marie

- děkanský chrám Nanebevzetí Panny Marie, národní kulturní památka s Církevním muzeem Polná
- Fara a kaplanka (čp. 14) z 19. století
- Barokní morový sloup se sousoším Nejsvětější Trojice z dílny V. V. Morávka[5] pochází z roku 1750,[6] se sochami Panny Marie, Svatého Václava, sv. Vojtěcha, Prokopa, Josefa, Jana Nepomuckého a Antonína Paduánského.[7]
- Pomník padlých, jehož autorem je V. Dušek
- Kašna I.
- Kašna s pranýřem
- Kašna Hastrmanka pochází z roku 1963, údajně se zde několikrát topil malý Bohumil Hrabal[8]

### Domy
- Činžovní dům (čp. 19)

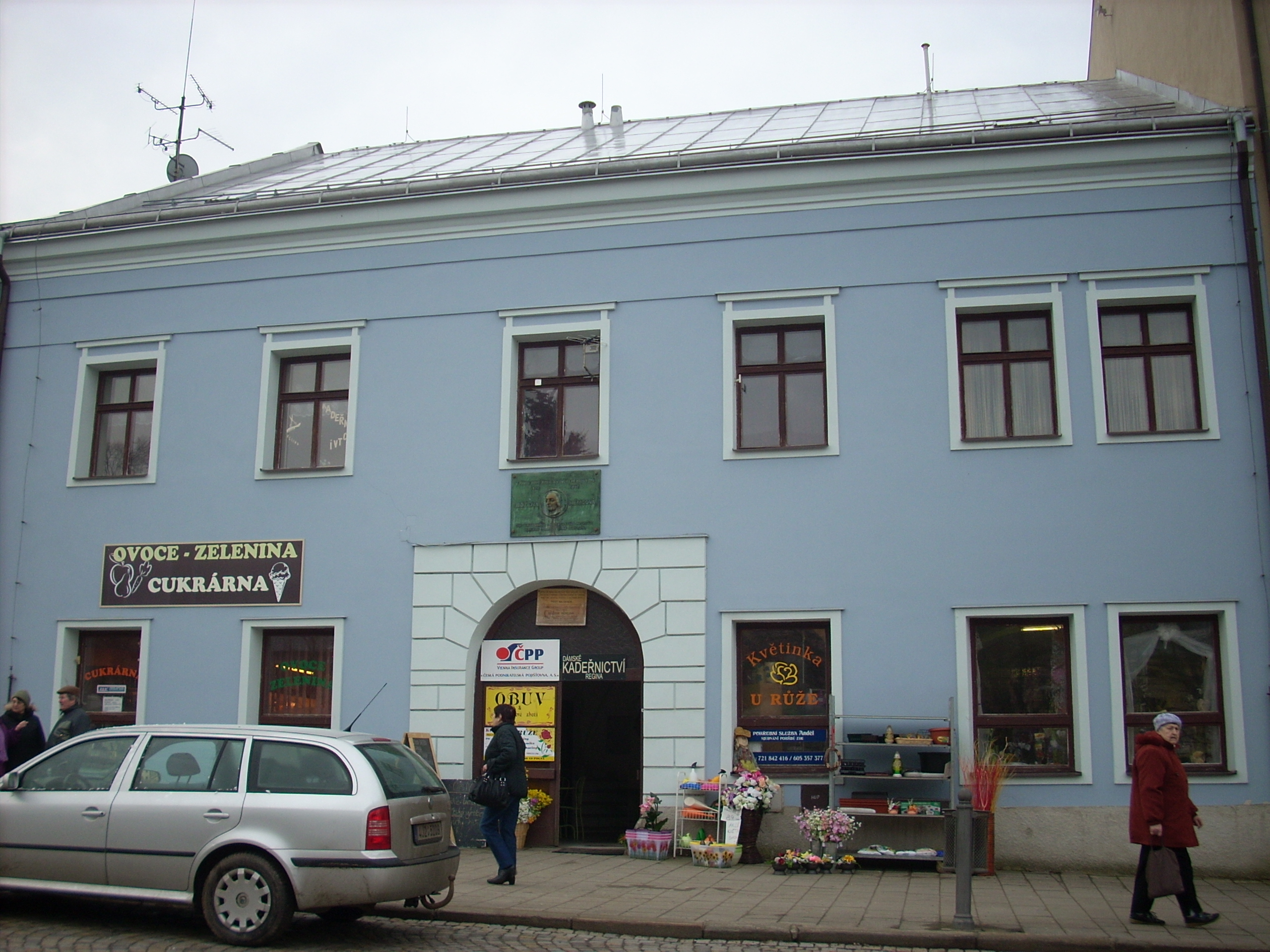
Měšťanský dům čp. 47 s pamětní deskou Boženy Němcové

- Měšťanský dům čp. 24 bez hospodářských budov
- Měšťanský dům čp. 28
- Měšťanský dům čp. 29
- Restaurace U zlaté hvězdy (čp. 34)
- Měšťanský dům čp. 41
- Měšťanský dům čp. 42
- Měšťanský dům čp. 43
- Měšťanský dům čp. 44
- Měšťanský dům čp. 47 s pamětní deskou připomínající pobyt Boženy Němcové.
- Měšťanský dům čp. 48

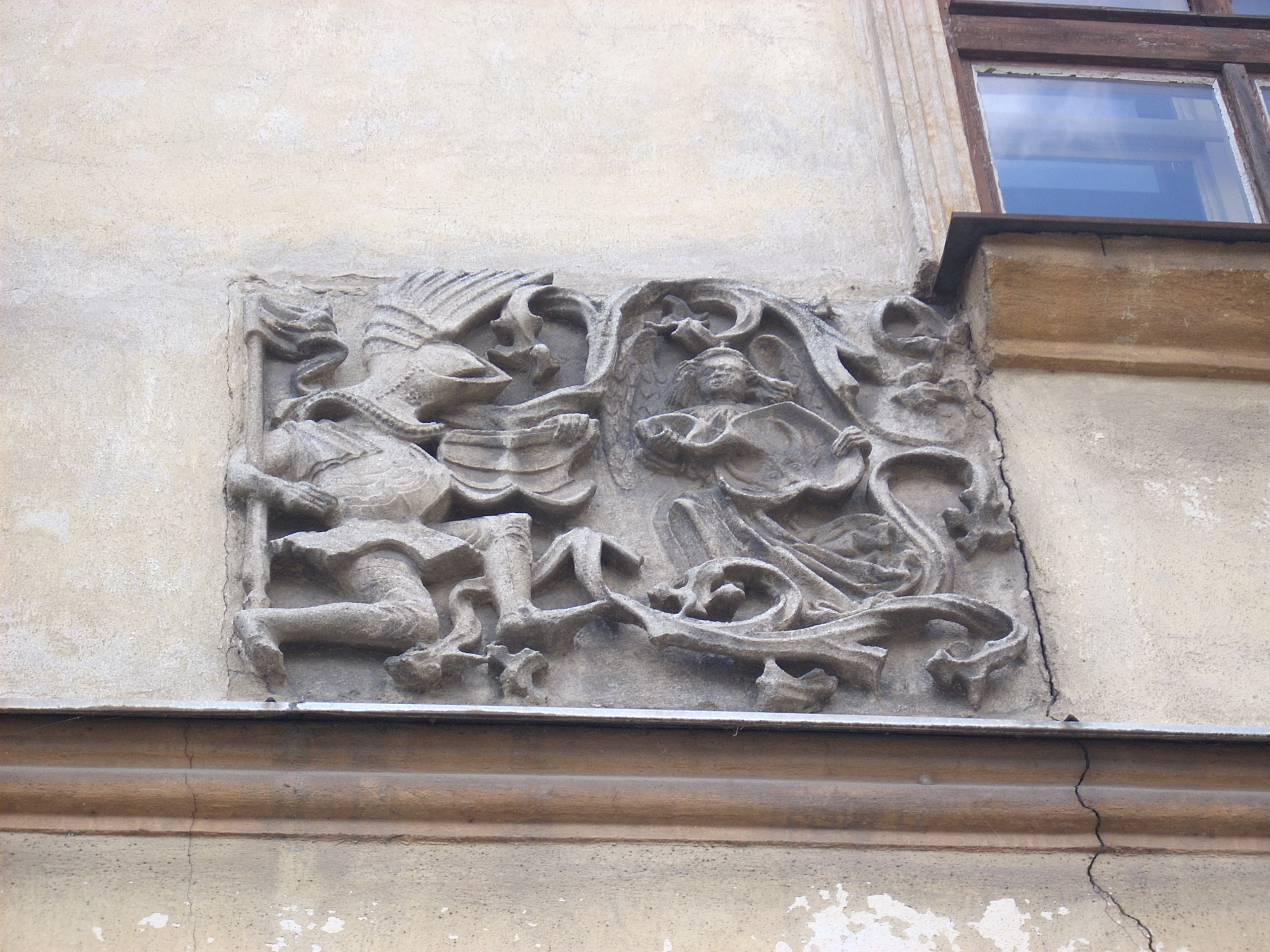
Měšťanský dům čp. 49/70 (též zvaný U Rytířů či U Culků) nechal s renesančními prvky postavit Viktorin z Kunštátu v roce 1479,[6] visí na něm kamenná deska s reliéfy anděla a s vyobrazeným klečícím rytířem ve zbroji a s erby (kunštátským a pernštejnským), která připomíná svatbu tehdejšího (nového) majitele panství, Jana Bočka (Suchého Čerta) z Kunštátu (z jevišovické větve) s Kunhutou (Kunkou) z Pernštejna (dcerou Zikmunda z Pernštejna +1473/1475), roku 1480; rodičů Hynka Bočka z Kunštátu a Polné (od roku 1511 manžela Anny z Hradce).  - Reliéfní deska "kunštátského rytíře" a "pernštejnského anděla" (viz erby), upomínající na svatbu Jana Bočka z Kunštátu s Kunhutou z Pernštejna roku 1480, na průčelí domu na Husově náměstí č. 49.